# Доцца
Доцца (італ. Dozza) — італійська  комуна метрополійного міста Болонья. Розміщена у регіоні Емілія-Романья.
Доцца розташована на відстані близько 290 км на північ від Рима, 28 км на південний схід від Болоньї.
Населення — 6605 осіб (2014).

## Демографія
Населення за роками:

Станом на 1 січня 2023 року в муніципалітеті офіційно проживали 553 іноземці з 46 країн, серед них 218 громадян країн Євросоюзу та 25 громадян України.

## Сусідні муніципалітети
- Казальфьюманезе
- Кастель-Гуельфо-ді-Болонья
- Кастель-Сан-П'єтро-Терме
- Імола